# Salix khokhriakovii
Salix khokhriakovii är en videväxtart som beskrevs av A. Skvortsov. Salix khokhriakovii ingår i släktet viden, och familjen videväxter. Inga underarter finns listade i Catalogue of Life.